# 哈喇河镇
哈喇河镇，是中华人民共和国贵州省毕节市威宁彝族回族苗族自治县下辖的一个乡镇级行政单位。
2015年12月8日，贵州省人民政府批复同意撤销哈喇河乡建制，设置哈喇河镇，撤乡设镇后行政区域和政府驻地不变。

## 行政区划
哈喇河镇下辖以下地区：
马脖村、河边村、闸塘村、六角村、海外村、牛街村、发沙村和马店村。